# Raión de Dnipró (Zaporiyia)
Raión de Dnipró (en ucraniano: Дніпровський район) es un raión o distrito urbano de Ucrania, en la ciudad de Zaporiyia.

## Demografía
Según estimación 2010 contaba con una población total de 151.857 habitantes.